# Filippinernas Davis Cup-lag
Filippinernas Davis Cup-lag styrs av filippinska tennisförbundet och representerar Filippinerna i tennisturneringen Davis Cup, tidigare International Lawn Tennis Challenge. Filippinerna debuterade i sammanhanget 1926 och Östra zonen 1957, 1958, 1960 och 1964, samt kvalade till elitdivisionen 1991.